# Lech Sitnik
Lech Sitnik (ur. 1948) – polski inżynier mechanik. 

## Życiorys
Absolwent Politechniki Wrocławskiej. Od 1976 r. profesor na Wydziale Mechanicznym Politechniki Wrocławskiej.
Członek Rady Programowej Krajowej Izby Klastrów Energii i OZE;